# Zemitrella annectens
Zemitrella annectens är en snäckart som beskrevs av Powell 1937. Zemitrella annectens ingår i släktet Zemitrella och familjen Columbellidae. Inga underarter finns listade i Catalogue of Life.